# Diogmites nigripennis
Diogmites nigripennis là một loài ruồi trong họ Asilidae. Diogmites nigripennis được Macquart miêu tả năm 1847. Loài này phân bố ở vùng Tân nhiệt đới.